# Una bala para el Rey
Una bala para el Rey es una película de televisión emitida durante abril de 2009 por el canal Antena 3 en España. Fue dirigida por Pablo Barrera y protagonizada por Carlos Blanco y Víctor Clavijo. Está basada en el intento de regicidio contra Juan Carlos I, en agosto de 1995 en Palma de Mallorca.

## Argumento
Esta película se emitió como una "miniserie" dividida en dos capítulos que muestran la manera de operar de la ETA y, paralelamente, la escasa "eficacia policial" de la época -1995- frente a un ataque terrorista: "Soto" (Carlos Blanco), un veterano integrante de ETA, acude a varias reuniones con la cúpula de la organización para proponer y preparar el atentado. La policía española, en colaboración con la francesa, sigue los movimientos de "Soto" y de su hijo Imanol (Eduardo Mayo), un joven sin experiencia que ha pedido a su padre que le permita formar parte del operativo. 
La organización proporciona a "Soto" 600.000 pesetas para que se dirija en un velero, junto con un francotirador encargado de matar al monarca, a Palma de Mallorca, donde el Rey disfruta de sus vacaciones. Alquilan un piso frente al muelle donde atracan al Fortuna, el yate del Rey. Su intención es matar al Rey y huir en el velero a bordo del que han llegado, cometido que, en un principio, no habían podido llevar a cabo dado que, por haber adquirido la embarcación a bajo precio, no se habían percatado que se encontraba dañada, hecho que casi les cuesta un naufragio en el viaje a destino. Este retraso en sus planes será la causa más directa de su fracaso. El plan es como sigue: Después de haber matado al rey deberán salir del piso en menos de un minuto, pasar por un supermercado cercano y hacerlo estallar para distraer la atención de la policía, subirse a una moto que manejará Imanol para llegar hasta el velero que se halla en el puerto de Alcudia a una hora de allí, donde se encuentra esperando Soto en el velero con el que se alejarán los tres de la isla por vía marítima. 
Su error original consiste en no saber que la policía les ha seguido la pista como consecuencia de equivocaciones cometidas antes de la iniciación misma del operativo -la esposa de Soto había acogido a dos etarras en su casa para hacerle un favor a su propio hermano, miembro también de la organización, y esto ha llamado la atención de quienes los vigilaban inicialmente, cosa que hacían con muy poco entusiasmo, pero que al notar esto y al ver las escapadas de Soto prestan más atención a la vida de la familia, además de lograr la colaboración de las autoridades francesas.
Por otro lado, la manera en que actúa la policía es muy rudimentaria. Al principio subestiman a Soto y no entienden qué puede estar haciendo; posteriormente les cuesta encontrar el velero porque este no se halla atracado, sino que está en reparación; pierden al terrorista cuando lo siguen, no hallan con rapidez el departamento; y cuando lo hallan, como ignoran que el francotirador ya lo está ocupando no pueden entender cuán inminente es el peligro en el que se encuentra el rey.

## Reparto
- Soto - Carlos Blanco.
- Torres - Víctor Clavijo.
- Imanol - Eduardo Mayo.
- Zárate - Mon Ceballos.
- Santiago - Jesús Fuente.
- Ada - María León.
- Sueco - Álex Barahona.
- Feijoo - Ramón Villegas.
- Dani - Ruth Díaz.
- Félix - Gotzon Sánchez.
- Laura - María Castro.
- Bicuri - Ernesto Arias.
- Begoña - Teresa Calo.